# مؤمنة حسين درار
مؤمنة حسين درار، محققة في شرطة مكافحة الإرهاب الجيبوتية. تم منحها جائزة نساء الشجاعة الدولية من قبل وزير الخارجية الأمريكية في عام 2019.

## حياتها
مؤمنة حسين درار هي الأكبر في عائلة مكونة من ثمانية أبناء، ستة أخوة وأختين. بعد حصولها على شهادة في اللغة الإنجليزية عام 2012، انضمت إلى صفوف شرطة جيبوتي عام 2013.  وسرعان ما تخصصت في تحقيقات مكافحة الإرهاب بصفتها محققة أولى. شاركت في تحقيقات رفيعة المستوى أسفرت عن إدانة أو طرد العديد من إرهابي حركة الشباب المجاهدين.  سمح ذلك للشرطة الوطنية الجيبوتية بإحباط العديد من الهجمات الإرهابية المخطط لها في أعقاب هجوم لا تشومير، في عام 2014 في جيبوتي. بعد الهجوم على مطعم لاتشومير ، تمكنت مؤمنة من إحباط العديد من محاولات الهجمات الإرهابية في مدينة جيبوتي في عام 2014، حتى أنها تنكرت في زي رجل ، وأجرت تحقيقات سرية.
كانت مؤمنة حسين درار ضابطة شرطة ناجحًة في محاربة الإرهاب. واجهت تحديات عديدة كأول امرأة في حياتها المهنية وكان عليها أن تواجه العديد من المحن ، بما في ذلك التهديدات لسلامتها الشخصية. كان المهاجرون المشبوهون وغير الشرعيين قد قاوموا في البداية استجوابهم من قبل شرطية. كما تعرضت للإهانة من قبل المجرمين ، ورشقها الأطفال بالحجارة في الشارع لمجرد أنها كانت سيدة ترتدي زيا عسكريا. على الرغم من الإساءة ، فقد ثابرت ولا تزال ملتزمة تجاه مجتمعها بأكمله.
أنشأت مؤمنة حسين درار جمعية خيرية في الحي لمساعدة الأطفال المحتاجين، فضلاً عن تقديم خدمات ومساعدات أخرى لمساعدة المجتمع المحلي.
حصلت في 7 مارس 2019 على جائزة نساء الشجاعة الدولية من وزير الخارجية الأمريكي مايك بومبيو.